# Британське орнітологічне товариство
Британське орнітологічне товариство (англ. British Ornithologists' Union, BOU) — британська організація, ціллю якої є координація зусиль орнітологів у дослідженні птахів та їх збереженні, не тільки в Британії, але й за її межами.
Товариство було засновано в 1858 році Альфредом Ньютоном, Генрі Бейкером Трістрамом та іншими всеними. Щоквартальний журнал товариства, Ibis, почав виходити з 1859 року. При товаристві діє Комітет записів товариства (The British Ornithologists' Union Records Committee або BOURC), ціллю якого є складення і оновлення списку птахів, будь-коли зареєстрованих на території Великої Британії.

## Список президентів товариства
- 1858—1867: Генрі Драммонд-Гей (1814—1896)
- 1867—1896: лорд Томас Лілфорд (1833—1896)
- 1896—1913: Фредерік дю Кейн Годман (1834—1919)
- 1913—1918: Роберт Джордж Вардлоу Ремзі (1852—1921)
- 1918—1921: Вільям Ігл Кларк (1853—1938)
- 1921—1922: Генрі Джон Елвіс (1846—1922)
- 1923—1928: лорд Волтер Ротшильд (1868—1937)
- 1928—1933: Вільям Латлі Склатер (1863—1944)
- 1933—1938: Гаррі Форбс Візербі (1873—1943)
- 1938—1943: сер Норман Бойд Кіннеар (1882—1957)
- 1943—1948: Персі Ройкрофт Лоу (1870—1948)
- 1948—1955: сер Артур Лендсборо Томсон (1890—1977)
- 1955—1960: Вільям Гоман Торп (1902—1986)
- 1960—1965: Реджинальд Ернест Моро (1897—1970)
- 1965—1970: Веро Копнер Вайн-Едвардс (1906—1997)
- 1970—1975: Гай Мунфорт (1905—2003)
- 1975—1979: сер Х'ю Елліот (1913—1989)
- 1979—1983: Стенлі Крамп (1913—1987)
- 1983—1987: Джеймс Монк (1915—2014)
- 1987—1990: Девід Сноу (1924—2009)
- 1990—1994: Джанет Кір (1933—2004)
- 1994—1999: Джон Кроксалл
- 1999—2003: Іан Ньютон
- 2003—2007: Кріс Перрінс
- 2007—2011: Алістар Довсон
- 2011—2015: Дженні Гілл (Університет Східної Англії)
- 2015-2019: Кіт Гамер (Університет Лідса)